# Font de la Perdiu
La Font de la Perdiu és una surgència del terme municipal de Monistrol de Calders, al Moianès.
Està situada a 479 metres d'altitud, a l'esquerra del torrent de Colljovà i quasi a la mateixa llera d'aquest torrent, al sud-est de la Pedrera de Coll Girant.
Mentre estigué en explotació la pedrera propera, aquest font subministrava l'aigua de boca als picapedrers de la pedrera.